# 은심보돈
은심보돈(학명: Nshimbodon muchingaensis 은심보돈 무킹가인시스[*])은 카라소그나투스과에 속하는 초기 견치류이며 단일종이다.

## 화석
은심보돈의 화석은 잠비아의 페름기 후기에 형성된 마두마비사 이암층(Madumabisa Mudstone Formation)에서 발견되었으며 두개골 일부를 포함하여 어깨 뼈와 앞다리의 일부를 포함하는 여러 개의 뼈로 구성되어 있다.